# Plumularia variabilis
Plumularia variabilis is een hydroïdpoliep uit de familie Plumulariidae. De poliep komt uit het geslacht Plumularia. Plumularia variabilis werd in 1885 voor het eerst wetenschappelijk beschreven door Quelch. 